# Eutropius av Saintes

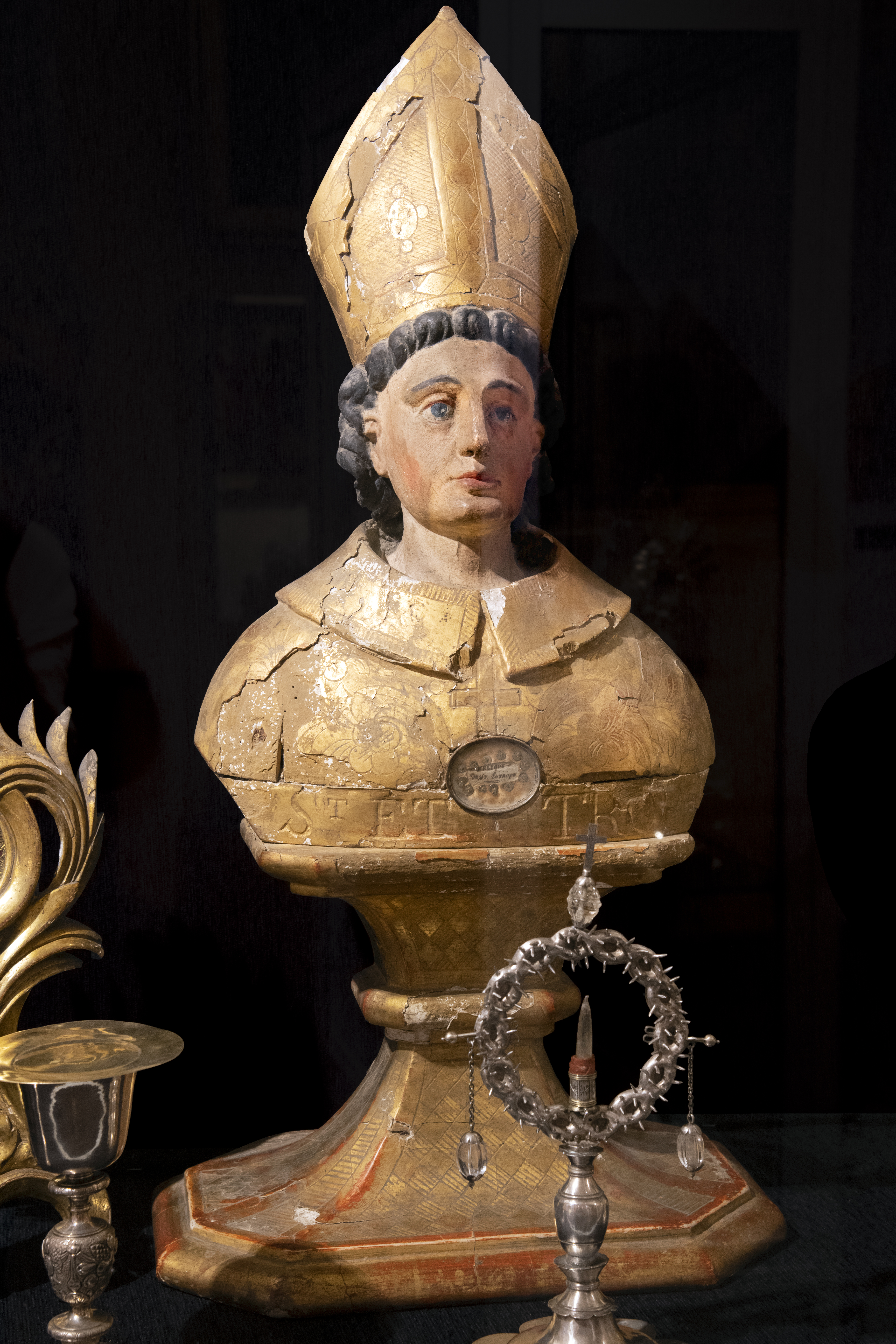
Byst av Sankt Eutropius Rabastens, Frankrike

Eutropius av Saintes vördas som den förste biskopen av Saintes, Frankrike. Enligt traditionen var han romare eller perser av kunglig börd som sändes ut för att evangelisera Gallien, antingen av Clemens I under första århundradet eller av Fabianus på 250-talet som följeslagare till Dionysius.

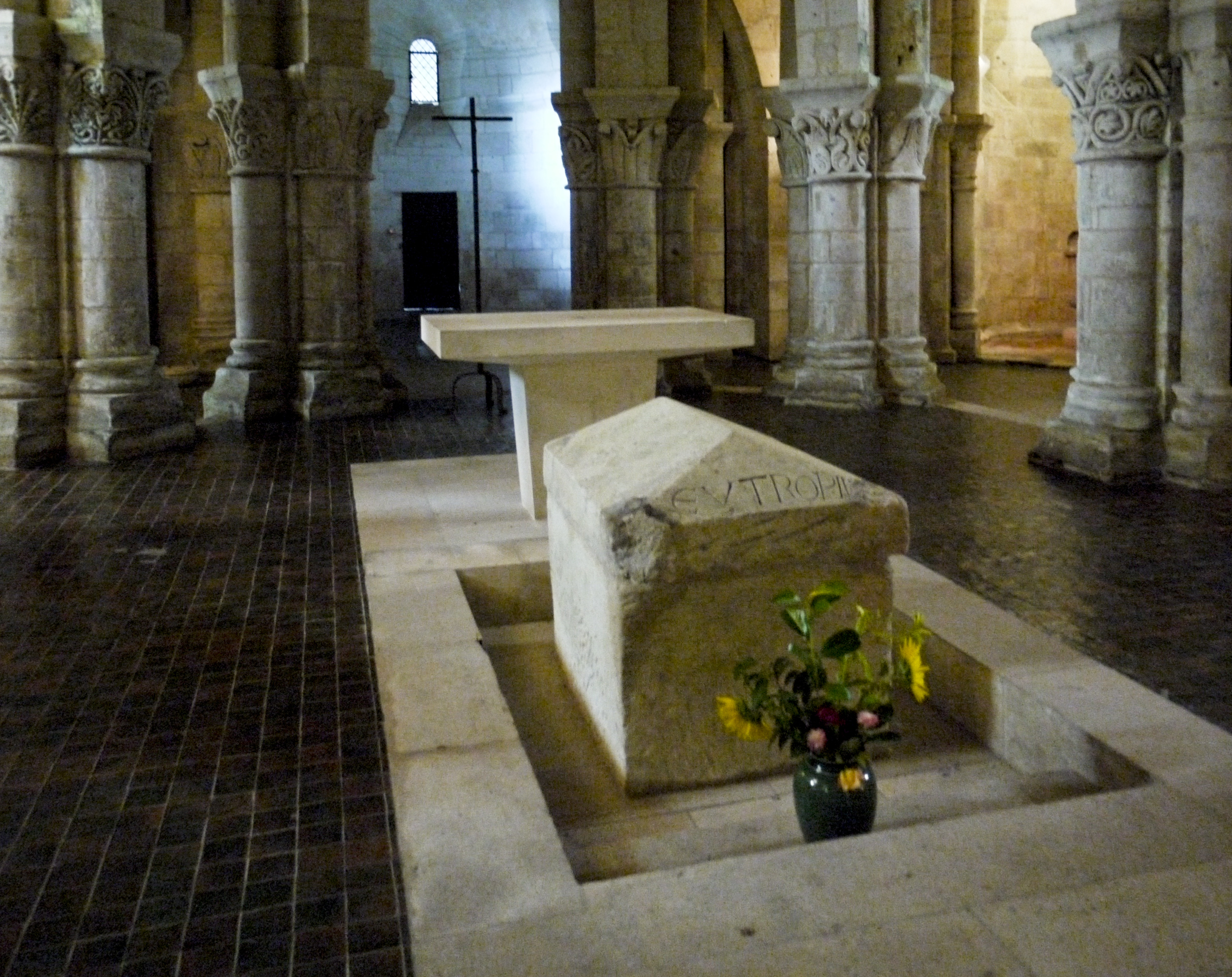
Sankt Eutropius kenotaf i basilikan Saint-Eutrope i Saintes

Han levde som eremit nära Saintes och konverterade guvernörens dotter Sankta Eustella eller Eustelle till kristendomen. Enligt traditionen blev guvernören så förgrymmad av sin dotters omvändelse att han fick både henne och Eutropius dödade. Eutropius dödades genom att hans huvud klövs med en yxa.
Gregorius av Tours nämner traditionen med Eutropius martyrium i sitt verk, men noterar samtidigt att innan biskopen Paladium av Saintes omkring 590 överförde Eutropius reliker till den romanska kyrkan Basilique Saint-Eutrope i Saintes, kände faktiskt ingen till legenden om Eutropius. Under 500-talet hänvisar poeten Venantius Fortunatus till Eutropius i samband med Saintes.